# 미나가와 야스오
미나가와 야스오(일본어: 皆川 康夫, 1947년 11월 3일 ~ )는 일본의 전 프로 야구 선수이다. 시즈오카현 하마마쓰시 출신이며 현역 시절 포지션은 투수였다.
부친은 전직 프로 야구 선수였던 미나가와 사다유키이다.

## 인물
하마마쓰닛타이 고등학교 졸업 후 1966년 주오 대학에 진학했지만 단 1승도 못하고 1년 후배이자 에이스인 스기타 히사오의 그늘에 가려 있었다. 대학 동기로는 하기와라 야스히로, 나가이 시게오, 스에나가 마사아키가 있다. 대학 졸업 후 1970년 후지 중공업에 입사하여 소질을 발휘했다. 그 해에는 산업 대항 야구 대회에서 활약했고 제41회 도시 대항 야구 대회에서는 히타치 제작소의 보강 선수로 출전하여 도카이 리카와의 1차전에서 구원 등판했다. 아마추어 야구계 중심에서는 완전한 무명이었지만 프로 야구 드래프트 5순위로 도에이 플라이어스에 입단해 후지 중공업 출신의 첫 프로 야구 선수가 됐다.
1년째인 1971년 4월 11일에 개막 3경기째인 니시테쓰전(헤이와다이 야구장)에서 데뷔 첫 등판과 동시에 첫 승리를 장식했다. 특유의 슈토로 몸쪽을 파고드는 강한 피칭으로 같은 달 하순부터 선발진에 들어가 올스타전까지 10승을 거뒀다. 올스타전에도 출전했지만 시즌 후반기에는 과도한 등판으로 인해 좌골신경통이 발병하여 겨우 1승에 그쳤다. 정규 시즌에서는 11승 14패, 평균 자책점 3.44의 성적으로 퍼시픽 리그 신인왕을 차지했다. 그 후 어깨 통증에 시달리다가 3년째인 1973년에는 단 한 번도 1군에서의 출전은 없었지만 체인지업인 듯한 커브가 날카로운 본격파에서 기교파 투수의 구원 전문으로 부활했다. 1974년 후반기에만 4승을 올렸고 1975년에는 마무리로 활약하여 8승 10세이브를 올렸다.
1977년에 우카이 가쓰오, 니미 사토시, 우치다 준조 등과 함께 사에키 가즈시, 미야모토 유키노부, 구보 도시미와의 4대 3 맞트레이드로 히로시마 도요 카프로 이적했다. 1군에서의 등판은 겨우 4경기에 그쳤고 1979년을 마지막으로 현역에서 은퇴했다.
은퇴 후 고향인 하마마쓰에 돌아와 나카구에서 ‘스낵 미나가와’를 운영하고 있다.

## 상세 정보

### 출신 학교
- 하마마쓰닛타이 고등학교
- 주오 대학

### 선수 경력
- 후지 중공업
- 도에이 플라이어스·닛타쿠홈 플라이어스·닛폰햄 파이터스(1971년 ~ 1976년)
- 히로시마 도요 카프(1977년 ~ 1979년)

### 수상·타이틀 경력
- 신인왕(1971년)

### 개인 기록

#### 첫 기록
- 첫 등판 : 1971년 4월 11일, 대 니시테쓰 라이온스 2차전(헤이와다이 야구장), 9회말에 구원 등판
- 첫 승리 : 1971년 4월 11일, 대 니시테쓰 라이온스 3차전(헤이와다이 야구장), 5회말에 구원 등판, 7피안타, 4탈삼진, 2자책점

#### 기타
- 올스타전 출장 : 1회(1971년)

### 등번호
- 27(1971년 ~ 1976년)
- 17(1977년 ~ 1979년)

### 연도별 투수 성적
| 연 도      | 소 속         | 등 판 | 선 발 | 완 투 | 완 봉 | 무 4 구 | 승 리 | 패 전 | 세 이 브 | 홀 드 | 승 률 | 타 자 | 이 닝 | 피 안 타 | 피 홈 런 | 볼 넷 | 고 4 | 몸 맞 | 탈 삼 진 | 폭 투 | 보 크 | 실 점 | 자 책 점 | 평 자 책 | W H I P |
| ---------- | ------------- | ----- | ----- | ----- | ----- | ------- | ----- | ----- | -------- | ----- | ----- | ----- | ----- | -------- | -------- | ----- | ---- | ----- | -------- | ----- | ----- | ----- | -------- | -------- | ------- |
| 1971년     | 도에이 닛폰햄 | 46    | 24    | 8     | 3     | 1       | 11    | 14    | --       | --    | .440  | 948   | 230.1 | 227      | 22       | 55    | 7    | 14    | 96       | 3     | 1     | 97    | 88       | 3.44     | 1.22    |
| 1972년     | 도에이 닛폰햄 | 22    | 4     | 0     | 0     | 0       | 1     | 3     | --       | --    | .250  | 202   | 47.1  | 45       | 6        | 19    | 0    | 2     | 18       | 1     | 0     | 26    | 24       | 4.60     | 1.35    |
| 1974년     | 도에이 닛폰햄 | 31    | 0     | 0     | 0     | 0       | 4     | 3     | 1        | --    | .571  | 208   | 51.1  | 48       | 2        | 19    | 5    | 0     | 28       | 0     | 0     | 21    | 20       | 3.53     | 1.31    |
| 1975년     | 도에이 닛폰햄 | 49    | 0     | 0     | 0     | 0       | 8     | 6     | 10       | --    | .571  | 356   | 85.2  | 68       | 9        | 35    | 8    | 5     | 39       | 0     | 0     | 27    | 21       | 2.20     | 1.20    |
| 1976년     | 도에이 닛폰햄 | 21    | 1     | 0     | 0     | 0       | 2     | 2     | 1        | --    | .500  | 190   | 45.0  | 47       | 5        | 16    | 1    | 3     | 23       | 1     | 0     | 23    | 23       | 4.60     | 1.40    |
| 1977년     | 히로시마      | 4     | 0     | 0     | 0     | 0       | 0     | 0     | 0        | --    | ----  | 31    | 6.2   | 12       | 1        | 1     | 0    | 0     | 2        | 0     | 0     | 3     | 3        | 3.86     | 1.95    |
| 통산 : 6년 | 통산 : 6년    | 173   | 29    | 8     | 3     | 1       | 26    | 28    | 12       | --    | .481  | 1935  | 466.1 | 447      | 45       | 145   | 21   | 24    | 206      | 5     | 1     | 197   | 179      | 3.46     | 1.27    |

- 굵은 글씨는 시즌 최고 성적.
- 도에이(도에이 플라이어스)는 1973년에 닛타쿠(닛타쿠홈 플라이어스), 1974년에 닛폰햄(닛폰햄 파이터스)으로 구단명을 변경